# Evergestella evincalis
Evergestella evincalis är en fjärilsart som beskrevs av Heinrich Benno Möschler 1890. Evergestella evincalis ingår i släktet Evergestella och familjen Crambidae. Inga underarter finns listade i Catalogue of Life.